# Andrzej Wajda
Andrzej Wajda () est un réalisateur et scénariste polonais, né le 6 mars 1926 à Suwałki et mort le 9 octobre 2016 à Varsovie.
Il est considéré comme l'un des plus grands réalisateurs de son pays.

## Biographie
Andrzej Witold Wajda naît d'une mère institutrice et d'un père officier, Jakub Wajda, capitaine d'un régiment d'infanterie de l'armée polonaise. Son père sera l'un des 22 000 officiers polonais assassinés en 1940 lors du massacre de Katyń, commis par les Soviétiques et maquillé en crime de guerre allemand après la Seconde Guerre mondiale. Le jeune Andrzej s'engage deux ans plus tard, à 16 ans, dans la résistance au sein de l'armée de l'intérieur polonaise, l'Armia Krajowa.
À la fin de la guerre, il étudie à l'Académie des beaux-arts de Cracovie, puis à l'École nationale de cinéma de Łódź.
En 1955, Wajda réalise son premier long-métrage Pokolenie (Une fille a parlé) où il rompt déjà avec le ton partisan des productions du réalisme socialiste prôné à l'époque par le parti communiste. Ce récit sur les jeunes de Varsovie pendant l'occupation est considéré comme le point de départ de la grande vague de films de « l'École polonaise de cinéma ». Deux films suivants de Wajda poursuivent le même sujet en mettant en avant la destinée de ceux que l'on appellera "génération des Colombs" : Kanał (Ils aimaient la vie) qui reçoit le Prix spécial du Jury au Festival de Cannes en 1957 et Popiół i Diament (Cendres et Diamant ) sorti en 1958. Ses succès lui donnent une position forte dans le cinéma polonais et en 1972, Wajda devient le président de l'Union des cinéastes polonais. 
Au nouvel an 1971-1972, il co-fonde et inaugure le Studio "X" (en) avec Barbara Pec-Ślesicka (pl) et Constantine Puzyna.

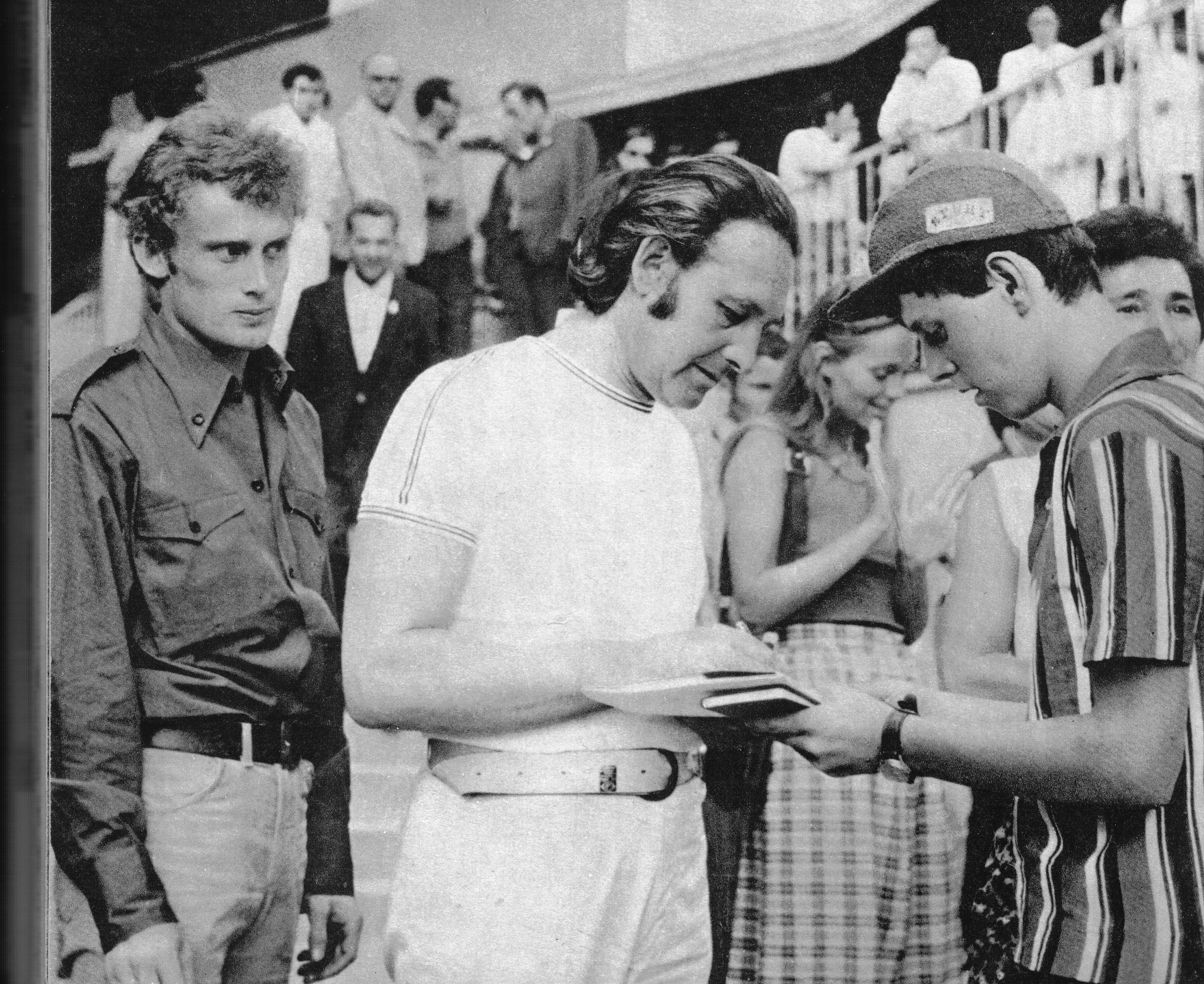
Andrzej Wajda (au centre) avec Daniel Olbrychski (à gauche), vers 1970.

Avec des films tels que Le Bois de bouleaux (Brzezina, 1970), Les Noces (Wesele, 1973), La Terre de la grande promesse (Ziemia obiecana, 1974), Les Demoiselles de Wilko (Panny z Wilka, 1979), Wajda s'impose comme un adaptateur des chefs-d’œuvre de la littérature polonaise. Il est aussi metteur en scène de théâtre.

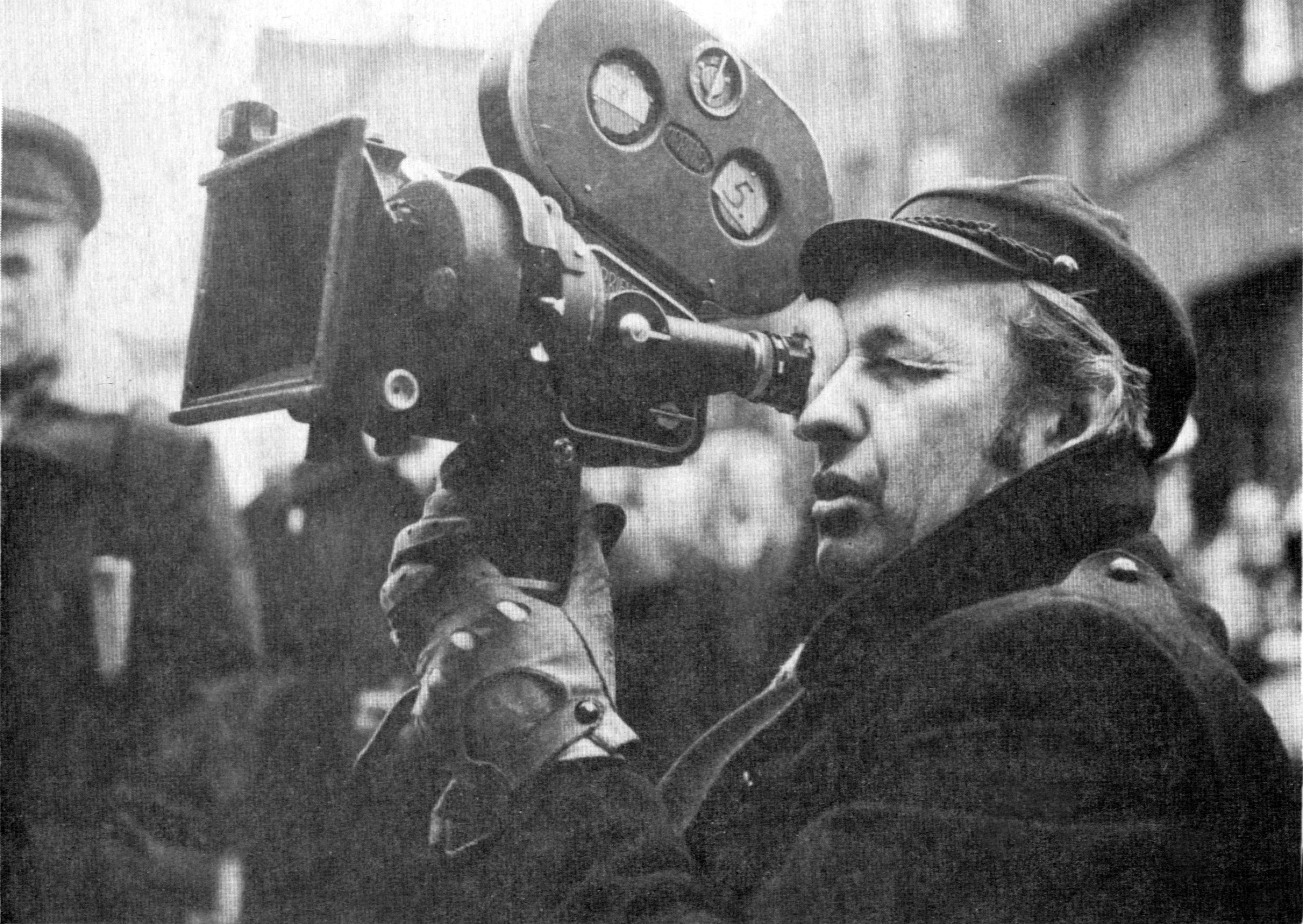
Andrzej Wajda en 1974.

Proche des idées libérales de Solidarność, il se lie d'amitié avec Lech Wałęsa qui le nommera en 1988 au comité des citoyens auprès du syndicat. Il siégera ensuite au premier sénat élu librement en 1989.
Wajda a souvent été ennuyé par la censure pour sa critique du stalinisme et pour l'évocation d'une Pologne en crise, aspirant à la liberté et à la démocratie ; sujets qu'il traite notamment dans son diptyque, Człowiek z marmuru (L'Homme de marbre, 1977) et Człowiek z żelaza (L'Homme de fer, 1981) inspiré par la naissance de Solidarność et couronné par la Palme d'or à Cannes en 1981.
Ses prises de position contre l'état de siège en Pologne l'incitent à tourner à l'étranger. Il tourne alors Danton (1983) avec Gérard Depardieu, Un amour en Allemagne (1986) avec Hanna Schygulla, ou Les Possédés (1988) dans lequel il dirige Isabelle Huppert et Lambert Wilson,. Après la chute du communisme en 1989, il revient aux sujets historiques polonais avec notamment Korczak (1990), L'Anneau de crin (1993) ou La Semaine sainte (1995). Il adapte aussi de grandes œuvres de la littérature polonaise comme Pan Tadeusz (1999) et La Vengeance (Zemsta, 2002). 
En 2007, il réalise Katyń où il revient sur le massacre qui a coûté la vie à son père.
En 2013, il signe L'Homme du peuple, une biographie filmée de Lech Wałęsa.
Son dernier film, Les Fleurs bleues (Powidoki, 2016) est une biographie de Władysław Strzemiński, un peintre d'avant-garde en lutte contre le pouvoir stalinien.
En tout, quatre films de Wajda ont été nommés pour l’Oscar du meilleur film en langue étrangère : La Terre de la grande promesse (1975), Les Demoiselles de Wilko (1979), L'Homme de fer (1981) et Katyń (2007).
Wajda était un grand passionné de la culture japonaise et, en 1994, il crée à Cracovie un centre de civilisation japonaise, Manggha. En 2002, il ouvre sa propre école de cinéma et d'écriture de scénarios, Szkoła Wajdy.
Le chantre de l'histoire polonaise, à laquelle il s'est attaché à donner une dimension universelle, s'est éteint le 9 octobre 2016 et a exprimé le souhait d'être enterré à Cracovie au cimetière de Salwator.

### Vie privée
Andrzej Wajda a été marié quatre fois : 
- de 1949 à 1959, à sa camarade d'études, la peintre Gabriela Obremba (cy), dont la sœur jumelle Maria était la femme de l'écrivain Sławomir Mrożek ;
- de 1959 à 1967, à la peintre Zofia Żuchowska ;
- de 1967 à 1969, à l'actrice Beata Tyszkiewicz (mère de sa fille Karolina Wajda) ;
- de 1974 à sa disparition en 2016, à l'actrice et scénographe Krystyna Zachwatowicz (pl)[7].

## Œuvre

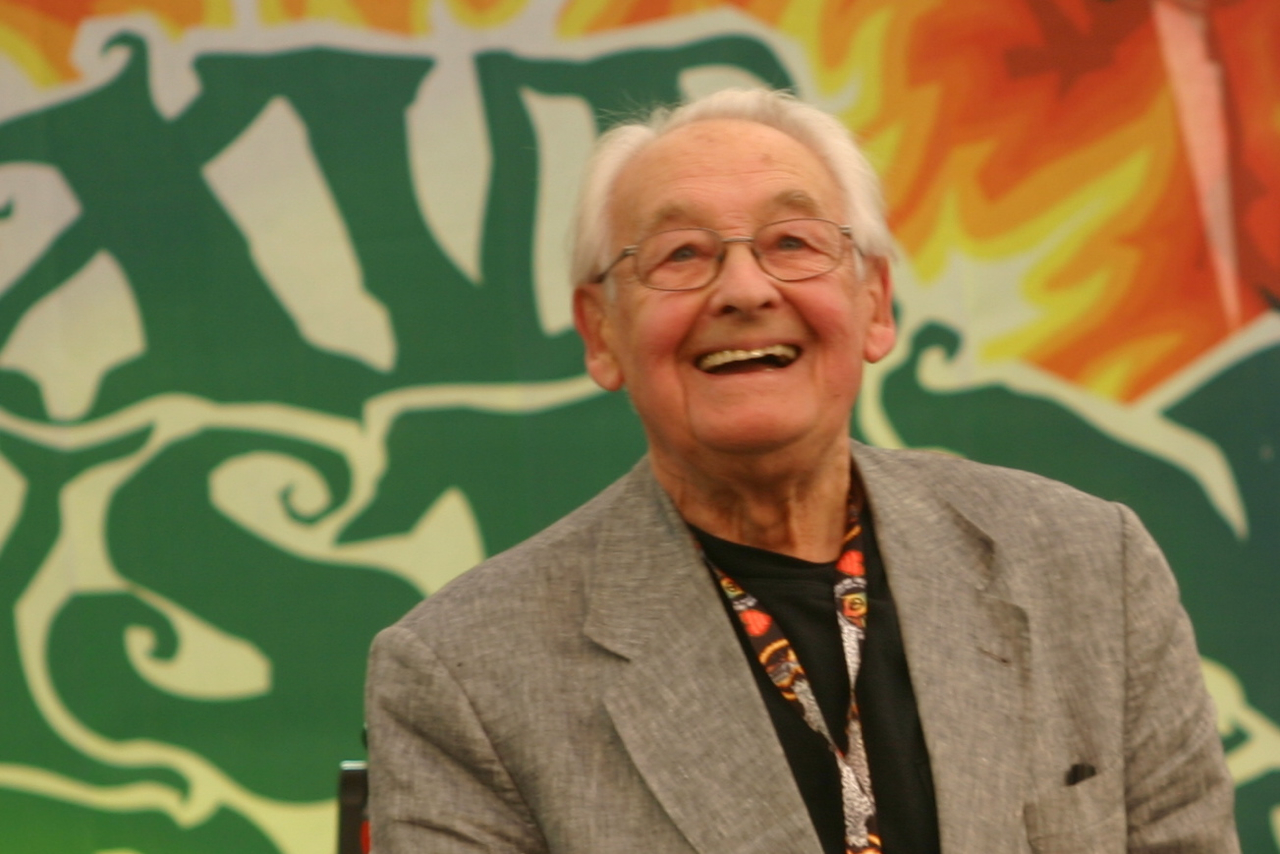
Andrzej Wajda en 2010.

Wajda incarne le renouveau du cinéma de son pays à partir des années 1950. Considéré comme le plus grand cinéaste polonais à son époque, il réalise plusieurs fresques aux accents épiques et au ton romantique, bien loin de l'exercice de propagande propre au réalisme socialiste.
Par la beauté onirique et la crudité des images, Pokolenie (Une fille a parlé) évoque le cinéma de Luis Buñuel. Le réalisateur cherche à s'éloigner de la promotion du mode de vie communiste sur lequel il jette un regard lucide et acéré. Sa vision du cinéma et de l'art, qui ne recule pas devant la représentation de la violence, côtoie les grands thèmes de l'histoire nationale dans laquelle il puise son inspiration. Jouant d'un certain symbolisme et traitant des mutations de la société polonaise d'après 1945, ses films sont généralement axés sur le conflit opposant aspirations individuelles et engagement politique.
Ce dilemme moral sert par ailleurs à questionner le culte de l'héroïsme et à dénoncer la bêtise, la haine, le mépris et la compromission politique. L'abnégation et le don de soi sont promus sur un plan personnel (Ils aimaient la vie, Cendres et Diamant, Le Bois de bouleaux, La Terre de la grande promesse, L'Homme de marbre, L'Homme de fer, Korczak, Pan Tadeusz). Le même questionnement traverse Danton réalisé en France en 1982, une œuvre historique fiévreuse sur les derniers jours du jacobin Georges Danton.

## Filmographie

### Réalisateur

#### Cinéma
- 1950 : Le Mauvais Garçon (Zły chłopiec), court métrage
- 1952 : Quand tu dors (Kiedy ty śpisz), court métrage
- 1955 : Une fille a parlé ou Génération (Pokolenie) d'après le roman de Bohdan Czeszka
- 1957 : Ils aimaient la vie (Kanał) d'après la nouvelle de Jerzy Stefan Stawiński
- 1958 : Cendres et Diamant (Popiół i diament) d'après le roman Cendres et Diamants de Jerzy Andrzejewski
- 1959 : La Dernière Charge (Lotna) d'après la nouvelle de Wojciech Żukrowski
- 1960 : Les Innocents charmeurs (Niewinni czarodzieje)
- 1961 : Lady Macbeth sibérienne (Powiatowa lady Makbet) d'après le roman Lady Macbeth du district de Mtsensk de Nikolaï Leskov
- 1961 : Samson d'après le roman homonyme de Kazimierz Brandys
- 1962 : L'Amour à vingt ans (segment Varsovie)
- 1965 : Cendres (Popioły) d'après le roman homonyme de Stefan Żeromski
- 1968 : La Croisade maudite (Bramy raju, Gates to Paradise, UK/YU) d'après le roman homonyme de Jerzy Andrzejewski
- 1969 : Tout est à vendre (Wszystko na sprzedaż)
- 1969 : La Chasse aux mouches (Polowanie na muchy) d'après le roman homonyme de Janusz Głowacki
- 1970 : Paysage après la bataille (Krajobraz po bitwie) d'après la nouvelle de Tadeusz Borowski
- 1970 : Le Bois de bouleaux (Brzezina) d'après la nouvelle homonyme de Jarosław Iwaszkiewicz
- 1973 : Les Noces (Wesele) d'après la pièce de théâtre homonyme de Stanisław Wyspiański
- 1974 : La Terre de la grande promesse (Ziemia obiecana) d'après le roman de Władysław Reymont
- 1976 : Smuga cienia (La Ligne d'ombre / The Shadow-Line) d'après le roman La Ligne d'ombre de Joseph Conrad
- 1977 : L'Homme de marbre (Człowiek z marmuru)
- 1978 : Sans anesthésie (Bez znieczulenia)
- 1979 : Les Demoiselles de Wilko (Panny z Wilka) d’après la nouvelle homonyme de Jarosław Iwaszkiewicz
- 1980 : Le Chef d'orchestre (Dyrygent) d’après la nouvelle homonyme d'Andrzej Kijowski
- 1981 : L'Homme de fer (Człowiek z żelaza)
- 1983 : Danton d'après la pièce de théâtre de Stanisława Przybyszewska
- 1983 : Un amour en Allemagne (Eine Liebe in Deutschland) d'après le roman homonyme de Rolf Hochhuth.
- 1986 : Chronique des événements amoureux (Kronika wypadków miłosnych) d'après le roman de Tadeusz Konwicki
- 1988 : Les Possédés d'après le roman Les Démons de Fiodor Dostoïevski
- 1990 : Korczak, biographie de Janusz Korczak
- 1993 : L'Anneau de crin (Pierścionek z orłem w koronie) d'après le roman d'Aleksander Ścibor-Rylski
- 1994 : Nastasja, d'après le dernier chapitre du roman L'Idiot de Fiodor Dostoïevski
- 1995 : La Semaine sainte (Wielki tydzień)
- 1996 : Mademoiselle Personne (Panna Nikt) d'après le roman homonyme de Tomasz Tryzna
- 1999 : Pan Tadeusz : Quand Napoléon traversait le Niémen (Pan Tadeusz), une adaptation du poème éponyme d'Adam Mickiewicz
- 2002 : La Vengeance (Zemsta), d'après la pièce de théâtre homonyme d'Aleksander Fredro
- 2007 : Katyń
- 2009 : Tatarak d'après la nouvelle homonyme de Jarosław Iwaszkiewicz
- 2013 : L'Homme du peuple (Wałęsa. Człowiek z nadziei), biographie de Lech Wałęsa
- 2016 : Les Fleurs bleues (Powidoki), biographie de Władysław Strzemiński

#### Télévision
- 1968 : Przekładaniec (pl)
- 1972 : Pilate et les autres (Pilatus und andere - Ein Film für Karfreitag) d'après le roman Le Maître et Marguerite, de Mikhaïl Boulgakov.
- 1977 : Umarła klasa (La Classe morte (1974), de Tadeusz Kantor)
- 1980 : Z biegiem lat, z biegiem dni... (série)
- 1988 : Les Français vus par (feuilleton)
- 1992 : Zbrodnia i kara (Crime et Châtiment)
- 2000 : Wyrok na Franciszka Kłosa
- 2002 : Broken Silence (feuilleton)

#### Documentaires
- 1951 : Ceramika iłżecka (La Poterie d'Ilza)
- 1955 : Idę do słońca (Je marche vers le Soleil), sur le sculpteur Ksawery Dunikowski
- 1978 : Zaproszenie do wnętrza (L'Invitation à entrer)
- 1979 : 'Pogoda domu niechaj będzie z Tobą...'
- 2002 : Lekcja polskiego kina (Leçon de cinéma polonais)
- 2004 : Jan Nowak Jeziorański. Kurier z Warszawy. 60 lat później 1944 - 2004 (Jan Nowak Jeziorański. Courrier de Varsovie. 60 ans plus tard 1944-2004)
- 2005 : Solidarność, Solidarność...

Andrzej Wajda apparaît également en tant qu'intervenant dans plusieurs films documentaires, notamment Nous filmons le peuple !  écrit et réalisé par Ania Szczepańska .

### Scénariste
- 1950 : Le Mauvais Garçon (Zły chłopiec),
- 1951 : Ceramika iłżecka
- 1952 : Quand tu dors (Kiedy ty śpisz)
- 1953 : Trzy opowieści (Trois récits)
- 1958 : Cendres et Diamant (Popiół i diament)
- 1959 : La Dernière Charge (Lotna)
- 1961 : Samson
- 1969 : Tout est à vendre (Wszystko na sprzedaż)
- 1970 : Paysage après la bataille (Krajobraz po bitwie)
- 1970 : Le Bois de bouleaux (Brzezina)
- 1975 : La Terre de la grande promesse (Ziemia obiecana)
- 1976 : Smuga cienia
- 1978 : Zaproszenie do wnętrza
- 1978 : Sans anesthésie (Bez znieczulenia)
- 1983 : Danton
- 1983 : Un amour en Allemagne (Eine Liebe in Deutschland)
- 1986 : Chronique des événements amoureux
- 1988 : Les Possédés
- 1992 : Zbrodnia i kara (TV)
- 1993 : Pierścionek z orłem w koronie
- 1994 : Nastasja
- 1995 : La Semaine sainte (Wielki tydzień)
- 1999 : Pan Tadeusz : Quand Napoléon traversait le Niémen (Pan Tadeusz)
- 2000 : Wyrok na Franciszka Kłosa (TV)
- 2002 : Lekcja polskiego kina
- 2002 : Zemsta
- 2005 : Solidarność, Solidarność...

## Théâtre
- 1980 : Ils ont déjà occupé la villa voisine de Stanisław Ignacy Witkiewicz, théâtre Nanterre-Amandiers (mise en scène)

## Distinctions
- Décoration de 2e classe dans l'ordre de la Bannière du Travail en 1975
- Membre de l'Académie des arts de Berlin en 1975[13]
- Prix de Kyoto en 1987
- Docteur honoris causa de l'université Jagellonne (Cracovie) en 1989[14]
- Membre de l'Académie des beaux-arts de l'Institut de France depuis 1994[15]
- Ordre du Soleil levant (Japon) en 1995[16]
- Grand-croix dans l'ordre Polonia Restituta en 1999
- Officier dans l'ordre du Mérite de la République italienne en 2000
- Commandeur de la Légion d'honneur (France) en 2001
  - Officier en 1982[17]
- Commandeur dans l'ordre du Mérite de la République fédérale d'Allemagne (Großes Verdienstkreuz) en 2001
- Commandeur avec étoile dans l'ordre du Mérite hongrois en 2006
- Décoration de 3e classe dans l'ordre de la Croix de Terra Mariana (Estonie) en 2008
- Commandeur dans l'ordre des Arts et des Lettres (France) en 2009[18]
- Décoré dans l'ordre de l'Amitié (Russie) en 2010
- Ordre de l'Aigle blanc en 2011[19]
- Commandeur dans l'ordre des Trois Étoiles (Lettonie) en 2011
- Médaille d'or du mérite culturel polonais Gloria Artis

## Récompenses et nominations
- Prix spécial du jury au Festival de Cannes 1957 pour Ils aimaient la vie Ex æquo avec Ingmar Bergman pour Le Septième Sceau
- Prix d'or de la meilleure réalisation au Festival de Moscou 1970 pour Le Bois de bouleaux
- Coquille d'argent au Festival de San Sebastián 1973 pour Les Noces
- Prix d'or du meilleur film au Festival de Moscou 1975 pour La Terre de la grande promesse Ex æquo avec Akira Kurosawa pour Dersou Ouzala et Ettore Scola pour Nous nous sommes tant aimés
- Nomination à l'Oscar du meilleur film étranger en 1976 pour La Terre de la grande promesse
- Nomination à l'Oscar du meilleur film étranger en 1980 pour Les Demoiselles de Wilko
- Grand prix de la critique internationale au Festival de San Sebastián 1980 pour Le Chef d'orchestre
- Palme d'or au Festival de Cannes 1981 pour L'Homme de fer
- Nomination à l'Oscar du meilleur film étranger en 1982 pour L'Homme de fer
- Academy Fellowship Award en 1982
- César d'honneur 1982
- Prix Louis-Delluc en 1982 pour Danton
- César du meilleur réalisateur en 1983 pour Danton
- BAFTA du meilleur film étranger en 1984 pour Danton
- Ours d'argent spécial à la Berlinale 1996 pour La Semaine sainte et sa contribution majeure au cinéma
- Lion d'or d'honneur à la Mostra de Venise 1998
- Oscar d'honneur en 2000
- BAFTA d'honneur en 2000
- Ours d'or d'honneur à la Berlinale 2006
- Nomination à l'Oscar du meilleur film étranger en 2008 pour Katyń
- Prix Alfred-Bauer à la Berlinale 2009 pour Tatarak
- Prix Persol à la Mostra de Venise 2013